# Úr születése fatemplom (Felsőzsunk)
Az Úr születése fatemplom műemlékké nyilvánított épület Romániában, Hunyad megyében. A romániai műemlékek jegyzékében a  HD-II-m-B-03312 sorszámon szerepel.